# Skálmöld
Skálmöld je viking/folk metal skupina iz Rejkjavika, Islandija. Ustanovljena je bila avgusta 2009. Dobesedni prevod imena se glasi Doba mečev, pomeni pa tudi "brezvladje", in se navezuje na dobo Sturlungov v islandski zgodovini, ko je med državnimi družinskimi člani izbruhnila državljanska vojna.

## Zgodovina
Snæbjörn Ragnarsson in Björgvin Sigurðsson, prijatelja od mladih let, ki sta skupaj igrala v več umetniških aktih, vključno z death metal in punk skupinami, sta se avgusta 2009 odločila ustvariti novo metal skupino z imenom Skálmöld. Tudi preostali člani skupine so bili že udeleženci islandske glasbene scene. Začetno je bila Skálmöld mišljena kot hobi, a so se kmalu odločili posneti album, preden postanejo »prestari in utrujeni«.  
Po brezuspešnem kontaktiranju večine islandskih  glasbenih založb so novembra 2010 podpisali pogodbo z založbo Tutl s Ferskih otokov, ki je na Islandiji in Ferskih otokih izdala njihov prvenec Baldur. Aprila 2011 so presedlali na mednarodno uveljavljeno založbo Napalm Records; avgusta je bil Baldur tako ponovno izdan po celem svetu. 
Zaradi pogodbe z Napalm Records je popularnost Skálmöld skokovito narasla. Skupino so povabili k sodelovanju na največjem metal festivalu Wacken Open Air in na turneji Heidenfest 2011 tour.
12. aprila 2012 so začeli snemati svoj drugi album, Börn Loka, ki je izšel oktobra istega leta. 
Novembra 2013 so Skálmöld odigrali serijo koncertov z Islandskim simfoničnim orkestrom v koncertni dvorani Harpa v Reykjavíku. Album v živo in spremljajoči videospot sta izšla 17. decembra 2013.

## Glasbeni slog
Namera Skálmöld je bila mešanica islandske ljudske glasbe in metala, zato so na začetku uporabljali številna tradicionalna ljudska glasbila, a so jih kmalu zamenjali za tri električne kitare. Med skupine, ki so vplivale na njihov glasbeni slog, štejejo Metallica, Iron Maiden, Anthrax, Slayer, Amon Amarth in Ensiferum pa tudi Jón Leifs, islandski skladatelj klasične glasbe. Vsa besedila je napisal Snæbjörn in to v islandščini, navdihnjena pa so z nordijsko mitologijo in islandskimi sagami. Nekatera izmed besedil vsebujejo celo stare nordijske poetične forme, kot sta fornyrðislag in sléttubönd.

## Diskografija

### Studijski albumi
- 2010: Baldur
- 2012: Börn Loka
- 2014: Með vættum
- 2016: Vögguvísur Yggdrasils
- 2018: Sorgir [10]

### Albumi v živo
- 2013: Skálmöld og Sinfóniuhljómsveit Íslands

### Singli
- 2013: "Innrás"

## Člani skupine
- Björgvin Sigurðsson – vokal, kitara
- Baldur Ragnarsson – kitara, vokal
- Snæbjörn Ragnarsson – bas kitara, vokal
- Þráinn Árni Baldvinsson – kitara, vokal
- Gunnar Ben –  oboa, klaviature, vokal
- Jón Geir Jóhannsson – bobni, vokal

## Galerija
- Þráinn Árni Baldvinsson
- Snæbjörn Ragnarsson
- Jón Geir Jóhannsson
- Gunnar Ben
- Baldur Ragnarsson
- Skálmöld oktobra 2013 na dogodku Robin 2, Bilston, Wolverhampton.
- Skálmöld na Winter Days of Metal, Bohinjska Bistrica novembra 2018